# Bitwa nad Garigliano (1503)
Bitwa nad Garigliano – starcie zbrojne, które miało miejsce 29 grudnia 1503 r. w trakcie wojen włoskich (II wojna włoska).
W październiku 1503 hiszpańskie wojska Gonzalo Fernandeza Cordoby skierowały się w ślad za Francuzami do San Germano. W listopadzie Hiszpanie napotkali nieprzyjaciela w okolicy rzeki Garigliano. Francuzi zbudowali most, po którym rozpoczęli przeprawę swoich wojsk. W trakcie przekraczania rzeki Hiszpanie rozpoczęli ostrzał, powodując ucieczkę Francuzów. Po tzw. bitwie na moście, nastąpiła sześciodniowa przerwa w działaniach obu stron.
Po otrzymaniu posiłków wojskowych Cordoba postanowił przypuścić nowy atak. Po świętach Bożego Narodzenia Hiszpanie (15 000 ludzi) ustawili się w okolicy wioski Sujo na wprost lewego skrzydła Francuzów. Siły Francuskie liczyły 20 000 ludzi.
Dnia 29 grudnia 1503 r. Hiszpanie przerzucili most przez rzekę Garigliano, a lekka kawaleria pod wodzą Alviano odrzuciła Francuzów od brzegu. Następnie nastąpił atak sił głównych Cordoby na most. Według francuskiej tradycji szlacheckiej, mostu tego bronił wówczas podobno przez dłuższy czas, sam przeciwko 200 Hiszpanom, francuski rycerz Piotr de Bayard. Atak przez most zepchnął jednak kawalerię francuską markiza Saluzzo. Rozbici Francuzi rozpoczęli wówczas paniczną ucieczkę i wycofali się w okolice wąwozu na wschód od Formii, gdzie sformowali nowy szyk. Tymczasem Hiszpanie przeprawili resztę sił (Andrada), zdobywając działa francuskie nad rzeką i przypuszczając kolejny atak na Francuzów w wąwozie. Po zaciętej walce Francuzi zostali rozbici, resztki ich armii schroniły się w Gaecie. Straty francuskie wyniosły 4 000 zabitych, całą artylerię oraz tabor. Kilka tysięcy żołnierzy dostało się do niewoli.